# Pilotrichella nigricans
Pilotrichella nigricans là một loài Rêu trong họ Meteoriaceae. Loài này được (Hook.) Besch. mô tả khoa học đầu tiên năm 1872.